# Club Atlético Central Argentino (La Banda)
El Club Atlético Central Argentino o simplemente Central Argentino, es una entidad deportiva de la ciudad de La Banda, Provincia de Santiago del Estero, Argentina. Fue fundado el 12 de octubre de 1913, su principal actividad es el fútbol masculino y está afiliado a la Liga Santiagueña de Fútbol, actualmente participa en el Torneo Regional Federal Amateur. También se destaca por la práctica de otras actividades deportivas como vóley, básquet, jockey, patín, fútbol femenino, tenis, bochas.
A lo largo de su historia, el conjunto bandeño obtuvo 15 campeonatos de la Liga Santiagueña de Fútbol y el logro más importante fue el ascenso conseguido al Torneo Federal B en el año 2017, al ganarle una de las finales del Torneo Federal C a Independiente de Fernández.

## Historia

### Fundación
La institución se fundó el 12 de octubre de 1913, por iniciativa de las autoridades del ex Ferrocarril Central Argentino en su mayoría inmigrantes de origen inglés. Según el historiador bandeño Lázaro Criado el primer presidente fue Marino Smit, y el campo de juego se encontraba ubicado en la actual avenida San Martin frente a las casillas del ferrocarril. Los primeros jugadores de la institución también fueron ingleses, Federico Croudell, Jorge Lavagay, M. Dallison, Delleguen W. Vans, Wally Crudont, J. Roberts, H, Oliviez, N. Sutton, C. Willinton.

### Torneo Anual 2024
El 22 de septiembre de 2024, Central Argentino se consagró campeón de la Copa de Plata del Torneo Anual 2024 "Expreso Lo Bruno", al empatar con Villa Unión 1-1, en el Estadio La Cueva (global 2-1), y ocupará una plaza en el Torneo Regional Federal Amateur 2024-25.

## Rivalidades

### Sarmiento
Su clásico rival es el Club Atlético Sarmiento, rivalidad que se denomina como el Clásico Bandeño.

## Datos del club
Total de temporadas en AFA: 11
- Temporadas en primera división: 0
- Temporadas en segunda división: 0
- Temporadas en tercera división: 0
- Temporadas en cuarta división: 4
  - Torneo Argentino B: 2 (2001-02, 2002-03)
  - Torneo Federal B: 1 (2017)
  - Torneo Regional Federal Amateur: 2 (2019, 2024-25)
- Temporadas en quinta división: 7
  - Torneo Federal C: 1 (2017)
  - Torneo Argentino C: 6 (2005, 2006, 2008, 2009, 2010, 2013)
- Participaciones en Copas nacionales: 1
  - Copa de la República: 1 (1943)